# Véronique Carrot
 (janvier 2023).
Véronique Carrot, née à Forbach le 8 mars 1958, est une musicienne, claveciniste et cheffe de chœur vaudoise.

## Biographie
Véronique Carrot grandit en Moselle entourée de ses parents qui dirigent des chorales ; son père a notamment fondé la Psalette de Lorraine. Sa famille participe à la naissance du mouvement À Cœur Joie, un mouvement choral de grande envergure qui marque la jeune musicienne. Elle commence ses études musicales en France et les poursuit à l'Institut Jaques-Dalcroze de Genève en 1975. Créant le lien entre la musique et le mouvement, cet institut fondé en 1915 par Emile Jaques-Dalcroze l'intéresse particulièrement. Elle y retrouve l'ouverture et l'épanouissement de l'ensemble choral À Cœur Joie.
C'est aussi durant l'année 1975 qu'elle fait la connaissance de Christiane Jaccottet, avec laquelle elle étudie le clavecin. Parallèlement à sa formation à l'Institut Jaques-Dalcroze et à ses études de clavecin, elle se forme à la direction chorale au Conservatoire de Genève avec Michel Corboz. Elle complète sa formation de claveciniste avec Scott Ross au Québec et obtient sa virtuosité dans la classe de Christiane Jaccottet. Après avoir terminé ses diverses études à Genève, elle se dirige vers Lausanne où elle succède à Michel Corboz à la direction du Chœur de la Cité. Sa formation très riche et variée ainsi que son enthousiasme lui confèrent une autorité et une compétence reconnues.
En tant que claveciniste, Véronique Carrot assure le continuo de plusieurs productions discographiques et scéniques telles que Orfeo de Monteverdi à Lyon, Aix et Genève ou Matrimonio segreto de Cimarosa. Elle se produit en tant que soliste avec de grands orchestres notamment l'Orchestre de la Suisse romande, l'Orchestre de chambre de Lausanne ou l'Orchestre de chambre d'Europe.
Cependant elle montre une affection particulière pour la musique de chambre qu'elle pratique en accompagnant des chanteurs ou en jouant avec des trios et des quatuors. En plus du Chœur de la Cité qu'elle dirige jusqu'en 2006, elle prend la tête de plusieurs autres chœurs, notamment depuis 1995 celui de l’Opéra de Lausanne. L'Orchestre des Rencontres musicales, l'Orchestre de chambre de Lausanne et l'Orchestre de la Suisse romande bénéficient eux aussi de son expérience. Elle dirige depuis 1986 le chœur du Conservatoire de Lausanne. Elle a toujours exercé le clavecin et la direction de chœur en parallèle. Dans L'Orfeo, elle a même préparé le chœur et dirigé l'orchestre tout en tenant la partie de clavecin. De plus, elle transmet son savoir et sa passion aux jeunes élèves du Conservatoire de Lausanne.
En 2007, Véronique Carrot prend la direction du chœur du Conservatoire de Genève. En 2011, elle dirige toujours le chœur de l'Opéra de Lausanne et continue à enseigner le solfège à la Haute école de musique de Genève ainsi que la musique de chambre à celle de Lausanne.

## Sources
- « Véronique Carrot », sur la base de données des personnalités vaudoises sur la plateforme « Patrinum » de la Bibliothèque cantonale et universitaire de Lausanne.
- Scherrer, Antonin, "Véronique Carrot. La baguette, peut-être mais alors jamais sans voix!" [interview et portrait photographique], in: Revue musicale de Suisse Romande, 1999, n°4, p. 27-30
- Jean-Louis, Matthey, "Rencontre avec Véronique Carrot ou la musique en partage" in: Revue musicale Suisse, sept. 2007, n°9, p. 21
- De la musique et des Vaudois, Lausanne, 2006
- Le Nouveau Quotidien, 1993/11/02, p. 22
- Journal de Genève, 1986/04/22, p. 28
- Le Temps, 1999/02/26
- 24 Heures, 2008/05/25